# Kasteel Lunenburg
Kasteel Lunenburg is een Nederlands kasteel in Langbroek (gemeente Wijk bij Duurstede) in de provincie Utrecht.
Lunenburg is een woontoren aan de zuidkant van de Langbroekerwetering.

## Geschiedenis
De eerste vermelding dateert uit 1339 als een zekere Arnold van Zijl zich "van Lunenburg" noemt.
De status van de familie van Zijl ging in de 15e eeuw achteruit. In 1402 werd de toren door de domproost aan Gijsbrecht van Lockhorst in leen gegeven:
Item Ghijsbrecht van Lochorst hout van den domproest een toerne te Lunenborch met enen merghen lants daer die toern opstaet inder manieren als die brieve inhouden die daer op sijn
Twintig jaar later, in 1422, werd Gijsbrecht de Ridder beleend met het goed. Een nazaat van hem, Willem de Ridder, moest echter wegens schulden de toren verkopen.

### Vanaf de 18e eeuw
In 1772 werd Lunenburg in de Tegenwoordige Staat omschreven als:
bestaande insgelijks in een zwaaren Tooren, met twee windijzers voorzien. Daar is egter, ook een bekwaam Heerenhuis, waar van men, met een houten brug, naar den ouden Tooren gaat, die rondom met eene ruime graft omvangen is.
Na diverse keren van eigenaar te zijn gewisseld kwam het goed in handen van de familie Van Lynden.
Rond het einde van de 18e eeuw liet de familie Van Lynden de gracht dempen, de bebouwing van het voorplein afbreken en de toren uitbouwen tot een gepleisterd classicistisch landhuis.
Tijdens de Tweede Wereldoorlog werd het huis, dat nog nooit een belegering had doorstaan, in september 1944 door een bombardement van de geallieerden zwaar beschadigd; waarschijnlijk omdat er Duitse legervoertuigen onder de bomen stonden geparkeerd. Een deel van de 19e-eeuwse aanbouw werd getroffen en in de toren ontstond een zware scheur.
Al vlak na de oorlog werden er een aantal restauratieplannen gemaakt, allen uitgaande van gedeeltelijk of geheel herstel van het classicistische huis. Door gebrek aan financiële middelen haalden deze plannen het niet. Toen de eigenaar E.R. van Eibergen Santhagens in 1958 overleed was het landhuis onbewoonbaar. Hij liet het landgoed na aan zijn secretaris. Met de aanvraag van een sloopvergunning leek het einde van het kasteel nabij.
In 1968 kwam de toren in handen van de K.F. Hein Stichting welke fondsen verstrekte voor herstel.
Bij de restauratie in 1968-'70, onder leiding van architect E.A. Canneman, kreeg de toren zijn middeleeuwse gedaante terug. Aan de hand van 18de-eeuwse tekeningen en prenten reconstrueerde men ook de slotgracht en de houten brug die van de voorburcht naar de hoofdverdieping van de toren leidt. De 17de-eeuwse woning met stal op de voorburcht werd ook gereconstrueerd. De uit 1865 daterende brug, het monumentale toegangshek en het gepleisterde koetshuis bleven gehandhaafd.

## Toegankelijkheid
Het kasteel is niet toegankelijk. Af en toe worden er open tuindagen georganiseerd en is de tuin toegankelijk voor het publiek.